# Dmytro Demyanyuk
Dmytro Dem’yanyuk ou Demyanyuk (en ukrainien Дмитро Дем’янюк, né le 30 juin 1983 à Lviv) est un athlète ukrainien, spécialiste du saut en hauteur. Il mesure 1,95 m pour 70 kg. Son club est le L'vivs'ka ZSU (Lviv).

## Carrière
Avec 2,32 m réalisés au premier essai le 3 août 2007 à Kiev, il détient une des meilleures performances de l'année et se porte ainsi à un centimètre du record de son propre père, Aleksey, auteur de 2,33 m en 1981 sous les couleurs de l'Union soviétique. Son père fut un des premiers athlètes soviétiques à utiliser le style dit « Fosbury ».
En 2011, Dmytro Demyanyuk remporte le concours des Championnats d'Europe par équipes de Stockholm en franchissant la hauteur 2,35 m à son premier essai. Il améliore de deux centimètres son record personnel et égale la meilleure performance mondiale de l'année détenue par le Russe Aleksey Dmitrik.
Le 20 juillet 2018, il se classe 2e des Championnats ukrainiens à Loutsk, en 2,26 m.
Le 9 août 2018, il se qualifie pour la finale des Championnats d'Europe d'athlétisme 2018, en réalisant 2,25 m au 2e essai.

## Palmarès
| Date | Compétition                       | Lieu           | Résultat | Marque |
| ---- | --------------------------------- | -------------- | -------- | ------ |
| 2011 | Championnats d'Europe par équipes | Stockholm      | 1er      | 2,35 m |
| 2011 | Championnats du monde             | Daegu          | 12e      | 2,20 m |
| 2011 | Jeux mondiaux militaires          | Rio de Janeiro | 3e       | 2,23 m |
| 2012 | Championnats d'Europe             | Helsinki       | qual.    | 2,19 m |
| 2012 | Jeux olympiques                   | Londres        | qual.    | 2,21 m |
| 2013 | Championnats d'Europe en salle    | Göteborg       | 8e       | 2,21 m |
| 2017 | Championnats d'Europe par équipes | Lille          | 6e       | 2,17 m |
| 2018 | Championnats d'Europe             | Berlin         | finale   | NM     |

## Records
| Épreuve         | Épreuve   | Performance | Lieu            | Date           |
| --------------- | --------- | ----------- | --------------- | -------------- |
| Saut en hauteur | Plein air | 2,35 m      | Stockholm       | 18 juin 2011   |
| Saut en hauteur | En salle  | 2,32 m      | Banská Bystrica | 9 février 2011 |